# عامرة (ولاية الجلفة)
عامرة هي إحدى أهم وأقدم قرى ولاية الجلفة في الجزائر تتبع إداريا لبلدية عين الإبل و تقع جنوب عاصمة الولاية بحوالي 35 كلم. يسكنها أولاد مجبر نسبة إلى أحمد مجبر بن سعد بن سالم الذي كان وليا زاهدا صالحا دعي بلقب المجبر لكونه كان يجبر و يكسر، خلف ثلاثة أولاد و بنتا واحدة هم: * سعد * و *عبد الله* و *إبراهيم * والبنت أمباركة التي تزوجت ابن عمها احمد التويجل بن عبد الغني بن سعد بن سالم(أولاد الرقاد) فرع من (أولاد سعد بن سالم)، وعامرة بلدة تاريخية سكنها الإنسان منذ القديم وبها آثار تعود إلى ما قبل التاريخ والعصر الحجري وهي نقوش حجرية مصنفة عالميا، منها صخرة سيدي بوبكروالتي اكتشفت سنة 1965 من طرف الأب نوفيلاري والسيد برافيل، والموقع مصنف كتراث وطني منذ 1982/11/30.كما يوجد بها أقدم مصلى بالولاية (1817 م)(المسجد العتيق بني سنة 1891 م)  مخطوطات يدوية تعود لتلك الفترة.